# 拉阿斯
拉阿斯（法語：Lahas，法語發音：[la.as]）是法国热尔省的一个市镇，属于欧什区。

## 地理
拉阿斯（43°33'16"N, 0°53'30"E）面积14.54 平方千米，位于法国奧克西塔尼大區热尔省，该省份为法国西南部内陆省份，北起顺时针与洛特-加龙省、塔恩-加龙省、上加龙省、上比利牛斯省、大西洋比利牛斯省和朗德省接壤。
与拉阿斯接壤的市镇（或旧市镇、城区）包括：贝泽里勒、弗雷古维尔、莫朗、蒙蒂龙、努瓦扬、圣安德烈。

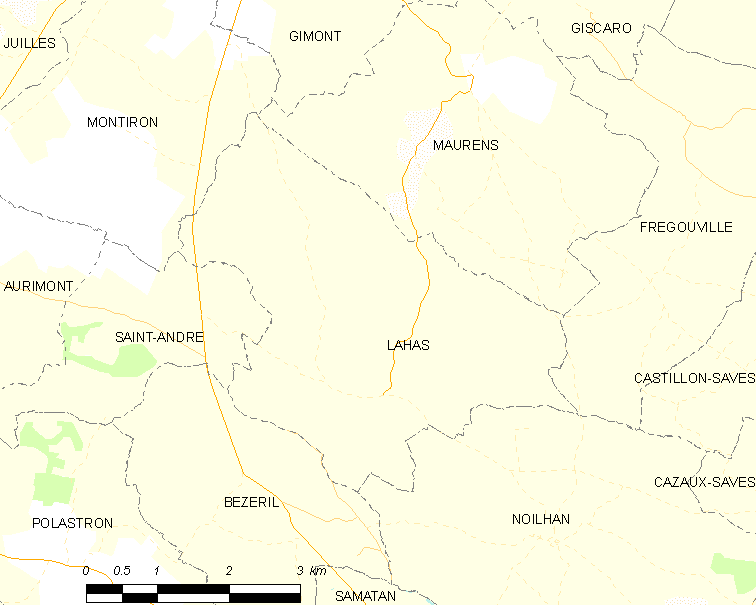
拉阿斯的OSM定位图

拉阿斯的时区为UTC+01:00、UTC+02:00（夏令时）。

## 行政
拉阿斯的邮政编码为32130，INSEE市镇编码为32182。

## 政治
拉阿斯所属的省级选区为萨沃河谷县。

## 人口

1962-2008年间拉阿斯人口变化图示

拉阿斯于2022年1月1日时的人口数量为181人。